# زیردریایی آی-۲۷
زیردریایی آی-۲۷ (به انگلیسی: Japanese submarine I-27) یک زیردریایی است. این زیردریایی در سال ۱۹۴۰ ساخته شد.